# 内藤正之 (実業家)
内藤 正之（ないとう せいし、1910年8月18日 - 1996年10月31日）は、日本の経営者。日立電線社長を務めた。岡山県出身。

## 経歴
1935年に大阪帝国大学工学部電気工学科を卒業し、同年4月に日立製作所に入社。1956年10月に日立電線に転じ、1961年5月に取締役に就任し、1965年5月に常務、1968年11月に専務を経て、1970年5月に副社長に就任し、1971年11月には社長に昇格。1979年6月に会長を経て、1983年6月から相談役を務めた。
1981年11月に勲三等旭日中綬章を受章した。
1996年10月31日呼吸不全のために死去。86歳没。